# Theronia destructor
Theronia destructor là một loài tò vò trong họ Ichneumonidae.